# Пушкаренко Анатолій Павлович
Анатолій Павлович Пушкаренко (1913—1964) — радянський військовий. Учасник Великої Вітчизняної війни. Герой Радянського Союзу (1944). Гвардії майор.

## Біографія
Анатолій Павлович Пушкаренко народився 26 листопада (13 листопада — за старим стилем) 1913 року в робітничому селищі Щербинівський рудник Бахмутського повіту Катеринославської губернії Російської імперії (нині селище міського типу Щербинівка, що входить в Торецьку міську раду Донецької області України) в сім'ї робітника Павла Степановича і домогосподарки Параски Олександрівни Пушкаренко. Українець. Батько Анатолія Павловича був майстром по будівництву і ремонту доменних печей. У 1926 році він завербувався на будівництво Керченського металургійного заводу і перевіз сім'ю в Керч. Тут Анатолій Павлович закінчив середню школу і школу фабрично-заводського учнівства. Трудову діяльність почав градуіровщіком контрольно-вимірювальних приладів на КМЗ імені П. Д. Войкова. У 1935 році Керченським міським військкоматом Кримської АРСР призваний до лав Робітничо-селянської Червоної Армії. Строкову службу проходив в Одесі, де і залишився після демобілізації в 1936 році. Через три роки Анатолій Павлович остаточно вирішив зв'язати своє життя з армією і, взявши направлення в Воднотранспортному районному військкоматі міста Одеси, вступив у Київське військове піхотне училище. Незадовго до початку Великої Вітчизняної війни лейтенант А. П. Пушкаренко отримав направлення в 169-ту стрілецьку дивізію Київського особливого військового округу, де взяв під командування стрілецький взвод 680-го стрілецького полку.
З початком Великої Вітчизняної війни 169-та стрілецька дивізія увійшла до складу 18-ї армії Південного фронту. В боях з німецько-фашистськими загарбниками лейтенант А. П. Пушкаренко з перших днів війни. Бойове хрещення прийняв в боях на річці Прут біля села Липкани Молдавської РСР, потім брав участь в обороні міста Могилів-Подільський, відступав з боями до Первомайську, де дивізія потрапила в оточення. При прориві з котла лейтенант А. П. Пушкаренко був поранений, довго лікувався в госпіталі. С 8 березня 1942 він знову на Південному фронті. У боях біля села Ряджені Ростовської області 3 квітня 1942 року Анатолій Павлович знову отримав важке поранення і опинився на лікарняному ліжку. Після одужання в липні 1942 року його в званні старшого лейтенанта направили в 2-у гвардійську стрілецьку дивізію, де він був визначений старшим ад'ютантом в штаб 3-го стрілецького батальйону 395-го гвардійського стрілецького полку. У складі свого підрозділу А. П. Пушкаренко брав участь в оборонних боях за Білу Калитву, відступав з боями на Північний Кавказ. З серпня 1942 року Анатолій Павлович на Північно-Кавказькому і Закавказькому фронтах воював в Битві за Кавказ. Полк, в якому служив гвардії старший лейтенант А. П. Пушкаренко, зумів утримати позиції в районі села Заюково і гори Хара-Хору. Гвардії старший лейтенант Пушкаренко відзначився в боях за село Заюково 3 вересня 1942 року. Командуючи групою бійців батальйону, він вийшов на східну околицю села, і протягом двох годин ведучи бій з німецьким гарнізоном, зумів вибити противника з населеного пункту. В середині жовтня під час Нальчицько-Орджонікідзевської оборонної операції полк потрапив в оточення, але не тільки зміг вирватися з кільця сам, але і забезпечив вихід штабу своєї 37-ї армії, 295-ї стрілецької дивізії і 11-ї дивізії НКВС біля села Бабугент. Не даючи кільцю зімкнуться, 3-й стрілецький батальйон під командуванням гвардії старшого лейтенанта А. П. Пушкаренко 4 листопада 1942 року відбив дві атаки противника, знищивши при цьому 90 солдатів і офіцерів вермахту.
В кінці 1942 року гвардії старший лейтенант А. П. Пушкаренко був переведений на посаду заступника командира стрілецького батальйону 395-го гвардійського стрілецького полку. 3 січня 1943 року полк у складі 2-ї гвардійської стрілецької дивізії 37-ї армії Північної групи військ Закавказького фронту перейшов в наступ в рамках Північно-Кавказької наступальної операції. Анатолій Павлович отримав наказ з групою з 70 бійців проникнути в тил противника і відрізати йому шляхи відходу з міста Нальчика. Загін Пушкаренко успішно перейшов лінію фронту і вранці 4 січня раптово атакував німців в селі Русский Баксан. У ході запеклого бою ворожий гарнізон був розгромлений. Противник втратив до 50 чоловік убитими, 3 автомашини і штабний бронеавтомобіль. В руки гвардійців потрапили документи розташованного в селі штабу німецького батальйону. На день пізніше в бою за село Кизбурун 3-й Анатолій Павлович був важко поранений і евакуйований в госпіталь.
Навесні 1943 року А. П. Пушкаренко повернувся в свій полк, який вів важкі бої на німецькій лінії оборони Готенкопф в Кримському районі Краснодарського краю. 26 травня 1943 року під час атаки німецьких позицій з ладу вийшов командир 1-го стрілецького батальйону, і гвардії капітан Пушкаренко прийняв командування батальйоном на себе. Під час бою Анатолій Павлович вміло організував взаємодію свого підрозділу з артилерією і, знищивши до роти ворожої піхоти, зумів вклинитися в оборону противника і спільно з іншими батальйонами полку штурмом опанував сильно укріпленою висотою 71,0 і хутором Горіщний. Розвиваючи успіх, Пушкаренко зі своїми бійцями просунувся до хутора Червоний і закріпився на його північно-східній околиці. Численні контратаки противника за підтримки авіації і танків не змогли похитнути стійкість гвардійців. Вони утримали зайнятий рубіж, знищивши до 70 німецьких солдатів і офіцерів. У бою Анатолій Павлович був поранений, але залишився в строю. Незабаром його остаточно затвердили на посаді командира стрілецького батальйону свого полку, який 28 травня був перейменований в 1-й гвардійський стрілецький полк.
Протягом літа 1943 року 2-а гвардійська стрілецька дивізія в складі 56-ї армії Північно-Кавказького фронту продовжував розхитувати оборону німців на Таманському півострові. Батальйон гвардії капітана А. П. Пушкаренка відзначився 7-9 серпня в боях за хутір Ленінський і висоту 167,4, яка згодом отримала назву висоти Героїв. 7 серпня 1-й стрілецький батальйон під командуванням Пушкаренко, слідуючи безпосередньо за вогневим валом артилерії, увірвався на висоту і, винищивши в рукопашній сутичці до 400 солдатів і офіцерів вермахту, опанував двома лініями ворожих траншей. Гвардійці Пушкаренко також знищили шестиствольний міномет, до 10 кулеметних точок і захопили в якості трофеїв 3 артилерійські системи, 5 мінометів, 4 станкових кулемета і велика кількість одиниць стрілецької зброї. При цьому 2-я стрілецька рота батальйону, переслідуючи противника, увірвалася в хутір Ленінський і розгромила розташовуваний тут німецький гарнізон, знищивши до 80 військовослужбовців вермахту. Останній рубіж оборони противника на Таманському півострові був прорваний восени 1943 року під час Новоросійсько-Таманської операції. У період з 15 по 26 вересня 1943 року 1-й стрілецький батальйон гвардії капітана А. П. Пушкаренка на своїй ділянці відбив 10 лютих контратак німців і зломив опір ворога, знищивши 4 кулеметні точки і до 150 ворожих солдатів. Після евакуації залишків німецько-фашистських військ до Криму Північно-Кавказький фронт був перетворений в Окрему Приморську армію і почав підготовку до форсування Керченської протоки. До листопада 1943 року А. П. Пушкаренко отримав звання гвардії майора. Анатолій Павлович особливо відзначився під час Керченсько-Ельтігенської операції в боях за утримання і розширення плацдарму на північ від Керчі.
У ніч на 3 листопада 1943 року на катерах Азовської військової флотилії штурмовий батальйон 1-го гвардійського стрілецького полку під командуванням гвардії майора А. П. Пушкаренка в умовах штормової погоди форсував Керченську протоку і висадився на східному березі Керченського півострова. Подолавши круті скелясті виступи, десантники стрімким кидком атакували позиції противника біля населеного пункту Маяк і зломили його опір, знищивши до 120 солдатів і офіцерів вермахту. Оволодівши плацдармом, батальйон Пушкаренка забезпечив висадку інших підрозділів дивізії. У боях за утримання плацдарму 3-5 листопада 1943 року Анатолій Павлович з бійцями відбив 10 контратак ворожої піхоти і танків, після чого перейшов в атаку і штурмом опанував стратегічно важливою висотою 175,0 і великим опорним пунктом німецької оборони селом Бакси. У запеклих боях батальйон А. П. Пушкаренка завдав противнику значних втрат, знищивши до 135 німецьких солдатів і 16 взявши в полон. Як трофеї гвардійцями було захоплено 2 автомашини, зенітна батарея, 7 станкових і ручних кулеметів і склад з боєприпасами та військовим майном. При відображенні ворожих контратак у села Бакси 7 листопада 1943 року Анатолій Павлович був контужений, але не покинув поля бою. Під його командуванням батальйон утримав завойовані рубежі. За захоплення плацдарму на Керченському півострові і проявлені при цьому відвагу і геройство указом Президії Верховної Ради СРСР від 17 листопада 1943 гвардії майору Пушкаренку Анатолію Павловичу було присвоєно звання Героя Радянського Союзу.
У квітні 1944 року з утриманих на східному березі Керченського півострова плацдармів війська Окремої Приморської армії перейшли в наступ в рамках Кримської операції. Прорвавши оборону противника, батальйон гвардії майора А. П. Пушкаренка, діючи десантом на танках, кинувся вглиб Кримського півострова. В одному з боїв Анатолій Павлович був важко контужений. На фронт він вже не повернувся. Після лікування в госпіталі Пушкаренко до кінця війни служив в тилових частинах. 24 червня 1945 року в складі зведеної колони Окремої Приморської армії він брав участь у Параді Перемоги на Красній площі Москві. Після війни Анатолій Павлович продовжив службу в стройових частинах Червоної і Радянської армій. З 1953 року гвардії майор А. П. Пушкаренко в запасі. Жив у місті Одесі. Служив в органах МВС.
20 листопада 1964 року О. П. Пушкаренко помер. Похований на 2-му християнському кладовищі Одеси.